# Sadiel Cuentas
Sadiel Cuentas (født 17. september 1973 i Lima, Peru) er en peruviansk klassisk komponist og pianist.
Cuentas studerede komposition på National Conservatory of Music i Lima hos Enrique Iturriaga. Han har skrevet en symfoni, en sinfonietta, orkesterværker, kammermusik, koncertmusik, 4 operaer, vokalmusik, scenemusik, elektronisk musik etc. Han har vundet flere komponist konkurrencer med sine værker, bl.a. Asociación Peruano China Choral Composition contest (2007) og Peru National Conservatory's composition contest (2006). Cuentas har fået flere af sine værker spillet vidt omkring i Verden, feks operaen "Post Mortem" som blev uropført på Det Spanske Kulturcenter (2012), og værket "Tráfico" (2014) for violin og klaver i Canberra, Australien.

## Udvalgte værker
- Symfoni nr. 1 (2001) - for orkester
- Sinfonietta (2015) - for orkester
- "Lament" (2000) - for strygeorkester
- Violinkoncert (2010-2013) - for violin og orkester
- 2 "Digte af Jorge Eduardo Eielson" (2002) - for kor og orkester
- Klarinetkoncert (2006) - for klarinet og orkester